# Bataille d'Alam el Halfa
Pour les articles homonymes, voir Bataille d'El-Alamein et Halfa.
Seconde Guerre mondiale (guerre du désert)
Batailles
Guerre du Désert
- Invasion de l'Égypte
- Compass (Fort Capuzzo
- Nibeiwa
- Sidi Barrani
- Bardia
- Tobrouk (1941)
- Mechili
- Beda Fomm)
- Koufra
- Siège de Giarabub
- Sonnenblume
- El Agheila (1941)
- Siège de Tobrouk (Raid sur Bardia
- Raid Twin Pimples)
- Skorpion
- Brevity
- Battleaxe
- Crusader (Flipper
- Bir el Gubi (novembre 1941)
- Point 175
- Bir el Gubi (décembre 1941))
- Fort Lamy
- Gazala (Bir Hakeim
- Tobrouk (1942))
- Mersa Matruh
- El Alamein (juillet 1942) (Raid sur l'aérodrome de Sidi Haneish)
- Alam el Halfa
- Agreement (Caravan)
- Bertram
- Braganza
- El Alamein (octobre 1942) (Avant-poste Snipe)
- El Agheila (1942)

Débarquement allié en Afrique du Nord
- Blackstone
- Casablanca
- Reservist
- Terminal
- Port Lyautey
- Brushwood

Campagne de Tunisie
- Course pour Tunis
- Ligne Mareth
- Sidi Bouzid
- Kasserine
- Sejnane
- Ochsenkopf
- Capri
- Ksar Ghilane
- Pugilist
- El Guettar
- Wadi Akarit
- Longstop Hill
- Hill 609
- Vulcan
- Flax
- Retribution
- Strike

La bataille d'Alam el Halfa est la dernière offensive allemande lors de la guerre du désert, pendant la Seconde Guerre mondiale, menée par Erwin Rommel à la fin août 1942 pour tenter de forcer les lignes britanniques et pouvoir conquérir l'Égypte tout entière.

## Contexte
Depuis déjà plusieurs mois, les Allemands ont atteint El-Alamein. Durant ce que l'on appelle la première bataille d'El Alamein, les Allemands ne réussissent pas à percer les lignes anglaises pour atteindre Alexandrie puis le canal de Suez. L'été, chaud, empêche les grandes opérations. Mais dès la fin août, les combats reprennent.
À ce moment, Erwin Rommel, le commandant de la Panzerarmee Afrika doit, soit attaquer avant l'arrivée des renforts, soit laisser l'initiative aux Alliés (essentiellement les troupes de la 8e armée britannique). Le « Renard du désert » décide alors d'attaquer. Il veut faire démarrer son offensive au sud du dispositif défensif des Britanniques. Il espère ainsi remonter vers la mer et encercler le gros des troupes ennemies. L'offensive aura lieu à partir du 31 août et Rommel réclame des munitions et de l'essence. Mais les raids anglais envoyés de Malte diminuent terriblement le ravitaillement des forces de l'Axe en Afrique. Malgré une maladie à l'estomac, Rommel décide de garder le commandement des forces de l'Axe.

## Forces en présence

### Ordre de bataille de l'Axe

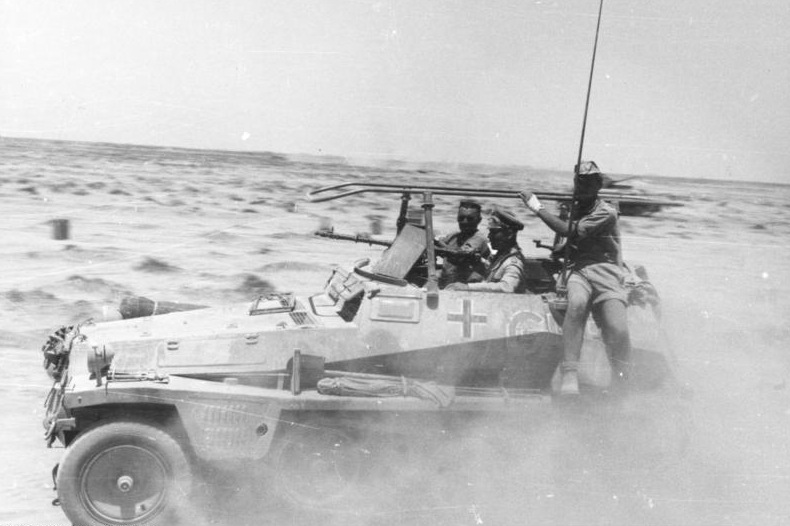
Le « Renard du désert » dans son Sonderkraftfahrzeug 250/3 de commandement en 1942.

À l'aube de la dernière offensive des Allemands en Afrique, la Panzerwaffe dispose de :
- 93 Panzer III à canon court ;
- 73 Panzer III J à canon long ;
- 27 Panzer IV F2 à canon long de 75 mm ;
- à cela s'ajoutent les Panzer I et II de commandement ce qui fait près de 215 blindés.

Les Italiens ont 243 chars M13 loin d'être adaptés à la guerre moderne.
La Luftwaffe dispose de 229 bombardiers stationnés en Crète et 720 appareils divers en Afrique. Au total, cela fait 950 avions. L'aviation italienne s'occupe de son côté du bombardement de Malte.
Le plan de Rommel est que les 10e et 21e Korps soutenus par la brigade aéroportée Ramcke doivent tenir le front nord. Des raids devront faire croire à l'adversaire que l'offensive se déroulera sur cette partie du front. Plus au sud, là où l'attaque principale sera lancée, voici l'ordre de bataille du sud au nord :
- 3e et 33e Aufklärungs Abteilung (bataillon de reconnaissance) ;
- 15e division blindée ;
- 21e division blindée ;
- division blindée Littorio ;
- division blindée Ariete ;
- 90e Leichte Division (division légère).

L'offensive se déroulera de nuit, et ces divisions devront percer en moins de 7 heures, c'est-à-dire faire 45 km en territoire ennemi et miné. De plus, des reconnaissances de la RAF ont signalé à Montgomery les préparatifs allemands.

### Ordre de bataille britannique
De fait, le commandement britannique met en place un puissant dispositif défensif pour parer à l'offensive adverse. Au nord, le 30e corps tiendra le front avec en réserve la 23e brigade blindée, le 13e corps devant défendre le front sud. Il est composé du nord au sud de la :
- 2e division d'infanterie néo-zélandaise ;
- 44e division d'infanterie britannique ;
- 7e division blindée britannique ;
- 10e division blindée britannique ;
- 22e brigade blindée britannique (92 chars Grant, 40 Stuart et 34 Crusader) située sur la crête d'Alam El Alfa[3].

Le général Horrocks, qui dirige le 13e corps, enterre une partie de ses chars notamment pour limiter les pertes, Montgomery prépare sa futur offensive. Horrocks, qui remplace le général Gott mort dans un accident d'avion, est mal vu par certains généraux et par Winston Churchill, notamment du fait de sa jeunesse (47 ans).

## L'affrontement
Le soir de l'attaque, les aviateurs britanniques surprennent les Allemands en les attaquant à coups de bombes. La confusion qui suit est accrue par la présence de champs de mines. Ces derniers sont très élaborés et les Britanniques tirent sans discontinuer sur les équipes de déminage. Ainsi, ils préparent leurs défenses et la RAF continue son bombardement, blessant le général Nehring, chef de l'Afrikakorps. De plus, le général von Bismarck, qui commande la 21e division de Panzer, est tué par un tir de mortier. Ainsi, à l'aube, les Allemands sont toujours dans le champ de mines.
Malgré les doutes qui envahissent Rommel, Bayerlein (qui remplace Nehring) le convainc de continuer l'attaque. Cependant, le mouvement d'encerclement sera moins important et cela va conduire les Allemands à se jeter sur les positions défensives britanniques les plus importantes. Les Britanniques, qui ont aménagé leurs positions, subissent très peu de pertes et peuvent compter sur un soutien aérien très efficace. La 21e Panzerdivision est contenue par les Grant et l'artillerie de la 44e d'infanterie. La 15e division blindée est bloquée par le 5th RTR et le 2d Royal Gloucestershire Hussars. La 22e brigade blindée britannique ne perd que 17 de ses Grant et les Allemands perdent plus d'une vingtaine de leurs chars. À la tombée de la nuit, les Allemands sont en danger, l'essence commence à manquer et la RAF continue ses multiples bombardements.
Le lendemain, seule la 15e Panzerdivision lance l'assaut droit sur les Britanniques, qui ont disposé plus de 400 chars sur la crête. La 23rd Armoured Brigade située en avant souffre du fait de la présence des canons Pak allemands mais pour les Allemands c'est pire, l'échec de l'offensive était d'avance prévisible et, au soir du 1er septembre, ils ne disposent que d'un jour de carburant. Ils décident donc de se replier, sachant qu'une attaque britannique pourrait détruire leurs forces blindées. Mais, à l'exception de quelques harcèlements de la 7th armoured Division, Montgomery campe sur ses positions. En fait, pour préserver ses chars, Montgomery n'envoie que les fantassins de la 132nd Infantry Brigade et de la 5th New Zealand Brigade pour tenter de couper la route aux Allemands. Seuls deux escadrons de Valentine les soutiennent. Les Allemands s'étant repliés à l'ouest du champ de mines, l'assaut est un échec et au soir du 2 septembre les fantassins sont à la merci d'une contre-attaque. À la nuit tombée, ils finissent par se replier, les Néo-Zélandais ayant perdu 275 hommes et la 132e brigade, 697 tués, blessés et disparus.
Mais les Allemands continuent à subir les assauts de l'aviation et ils se replient à 10 km à l'est de leurs lignes de départ. Le 5 septembre marque la fin de l'ultime offensive allemande en Afrique. En tout, les Allemands ont perdu :
- 1 859 tués, blessés et disparus ;
- 38 chars ;
- 33 canons ;
- 298 véhicules ;
- 36 avions.

Les Italiens ont perdu pour leur part :
- 1 750 hommes ;
- 67 chars ;
- 15 canons ;
- 68 avions.

Les Britanniques ont perdu 31 Grant, 21 Valentine ainsi que quelques Stuart, Crusader et Matilda, pour qui c'était la dernière bataille. Cela fait un total de 49 chars détruits. Pour la première fois, ils perdent moins de chars que leurs ennemis : la bataille d'Alam el Halfa est une victoire défensive britannique entachée par le manque d'allant de Montgomery, qui aurait pu détruire les forces allemandes en plein repli. Cependant, il a dit que les troupes de la 8e armée britannique ne lui semblaient pas assez entraînées pour un assaut, ce que semble prouver l'échec de l'infanterie.

## Conclusion

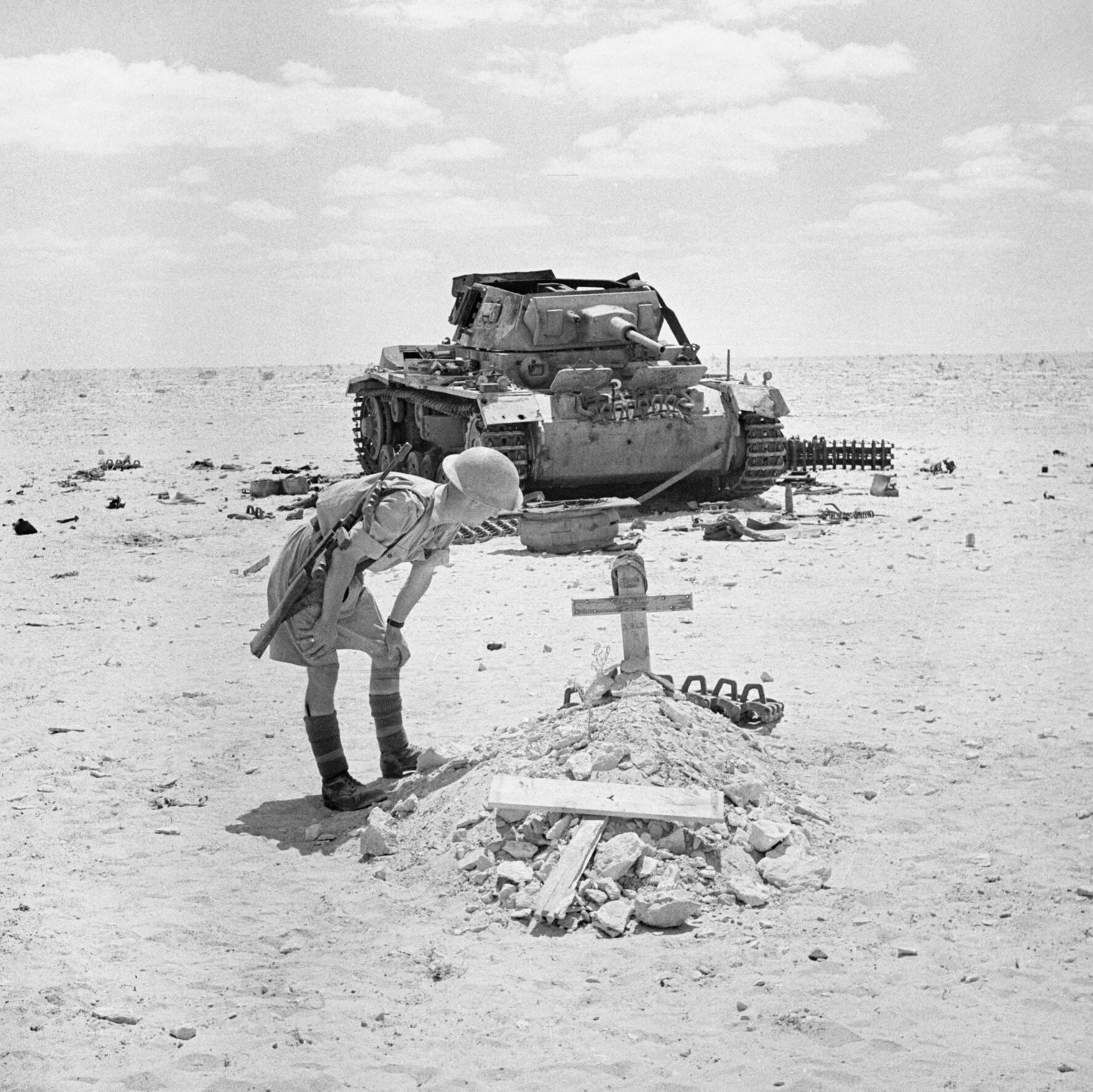
Un soldat anglais inspecte la tombe d'un soldat allemand tué au combat. A l'arrière plan le tank allemand Pz.Kpfw III. (29 septembre 1942)

Cette bataille constitue la dernière tentative des forces de l'Axe pour tenter d'obtenir la décision en Afrique. Hitler ne réussira pas à faire la jonction entre la Panzerarmee Afrika et les forces du front de l'Est au Proche-Orient. Un mois et demi plus tard, Montgomery lance l'opération Supercharge qui permet aux Alliés de chasser les Allemands et Italiens jusqu'en Tunisie. Ainsi, la bataille d'Alam el Halfa illustre la perte de l'initiative pour les Allemands qui, à partir de 1943, devront constamment défendre, aussi bien face aux Russes sur le front de l'Est que face aux Anglo-Saxons en Tunisie, en Italie, en France, puis sur leur territoire.
Ce fut un prélude à l'échec à venir de Stalingrad. Allam el Halfa fut « le Stalingrad du désert ».